# Благодаровский
Благодаровский — упразднённый хутор в Октябрьском районе Оренбургской области. На момент упразднения входил в состав сельского поселения Васильевский сельсовет. Исключен из учётных данных в 1997 году.

## География
Располагался на реке Янгиз, на расстоянии, примерно, 8 километров к северо-западу от села Васильевка.

## История
По данным на 1931 год посёлок Богодаровский состоял из 43 хозяйств. В административном отношении входил в состав Соединённого сельсовета Каширинского района Средневолжского края.
По данным на 1939 год хутор Богодаровский входил в состав Васильевского сельсовета Белозёрского района. На хуторе действовал колхоза «Новый мир». Позже отделение колхоза «Путь к коммунизму».
Постановление Законодательного Собрания Оренбургской области от 29 декабря 1997 г. хутор исключен из учётных данных.

## Население
По данным на 1930 год в посёлке проживало 193 человека, основное население — украинцы.